# Erenna laciniata
Erenna laciniata är en nässeldjursart som beskrevs av Grace Odel Pugh 200. Erenna laciniata ingår i släktet Erenna och familjen Erennidae. Inga underarter finns listade i Catalogue of Life.